# Dunya Khayame
Dunya Khayame (Amsterdam, 24 oktober 1981) is een Nederlands schrijfster, actrice, voice-over en theaterregisseur.  

## Biografie
Khayame werd geboren in Amsterdam. Zij studeerde in 2004 af aan de Toneelacademie Maastricht en volgde in 2008 lessen aan de schrijversvakschool in de richting scenario. Naast schrijfster is zij als actrice te zien geweest in verschillende theater televisie- en filmproducties. 

## Filmografie

### Film
- Loverboy - Latoya (2003)
- Staatsgevaarlijk -  Aisha (2005)
- Broeders - Layla (2017)
- Luizenmoeder - Esma (2021)
- Captain Nova - Politieagent Bos (2021)
- Dit is geen kerstfilm - Samira (2024)

### Televisie
- Goede tijden, slechte tijden - Leïla Galouti (1999)[1]
- Finals - Tanja (2000-2002)
- Het Huis Anubis - Nabila Baklava (2007)
- Wie is de Mol? - kandidaat (afvaller 6) (2008)
- Reclame Verkade (2008)
- Mixed Up - Latifah Haloui (2011/2012)
- Sinterklaasjournaal - Juf die Rommelpiet oproept (2015)
- Klem - rechercheur Aya Dahmani (2017-2020)
- De regels van Floor - Juf (2018-2022)
- De Luizenmoeder - Esma (2019)[1]
- Zina - Nisrine (2021-2024)
- Tropenjaren - Zina (2022)
- De F*ckulteit - Rebecca Zana (2025)
- De Freek Tapes - Lina (2025)

### Videoclip
- Grow - Jeangu Macrooy

## Theater

### Musicals
- Hair - Jeannie (2007-2008)

### Toneel
- De Verleiders Female (tevens tekstschrijver)

### Overig
- Moedig voorwaarts (2025) met Marie Lotte Hagen en Nydia van Voorthuizen van de podcast DAMN, HONEY, met de première op 17 februari in De Kleine Komedie en regie door Khayame.[2][3][4]